# ساوری تاکاهاشی
ساوری تاکاهاشی (انگلیسی: Saori Takahashi؛ زادهٔ ۹ دسامبر ۱۹۹۲) بازیکن والیبال اهل ژاپن است.